# انقطاع الطاقة

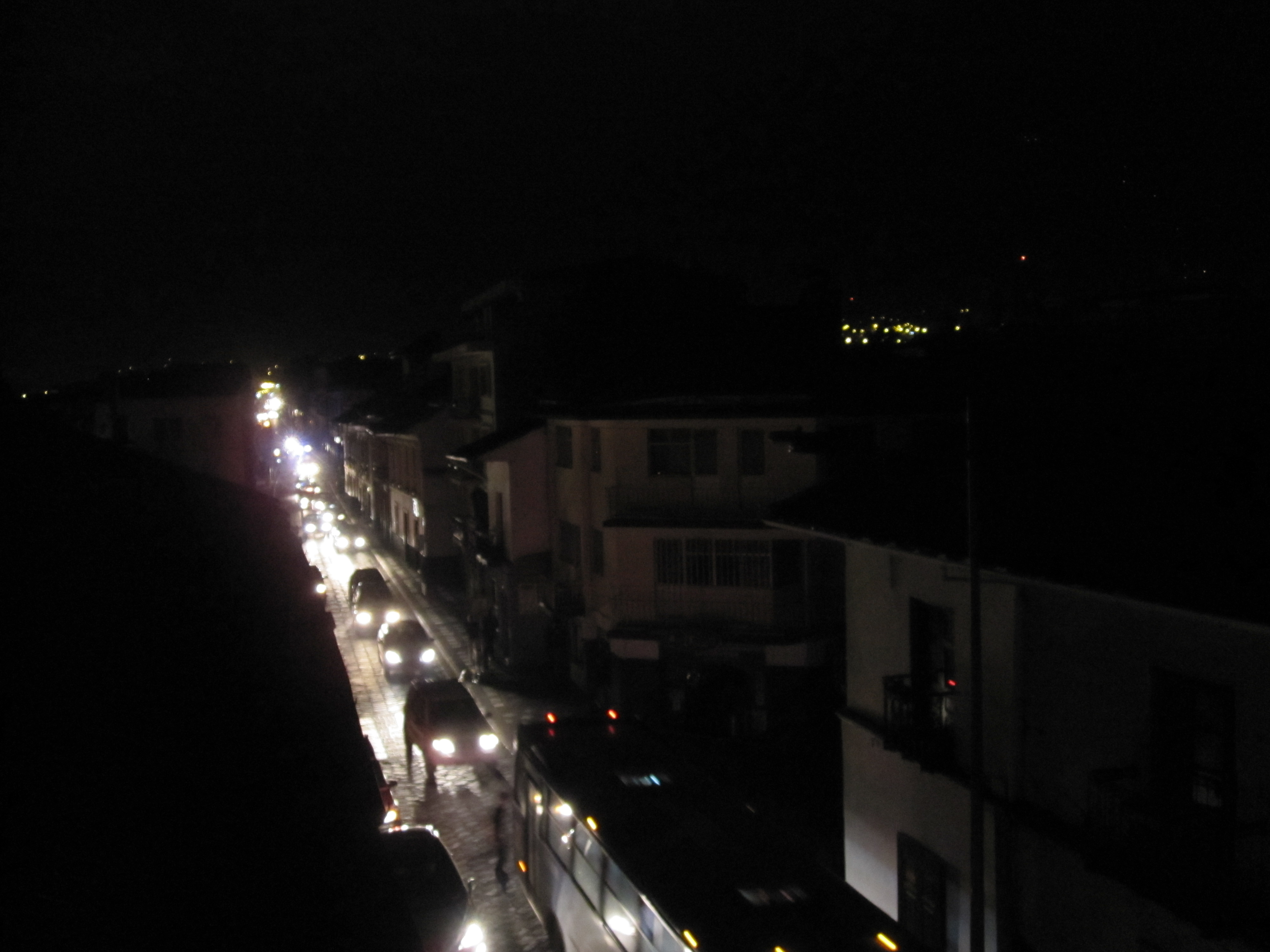
كانت مصابيح السيارات هي الوسيلة الوحيدة للانارة خلال أزمة الكهرباء في الإكوادور عام 2009

انقطاع الطاقة أو انقطاع التيار الكهربي أو انقطاع الكهرباء هو فقدان الطاقة في منطقة ما سواء كان الانقطاع على المدى القصير أو المدى الطويل.
توجد أسباب عديدة تؤدي إلى انقطاع التيار الكهربي في الشبكة الكهربية مثل الأخطاء في محطات توليد الطاقة الكهربائية أو في المحطات الفرعية أو الأخطاء التي تحدث خلال عملية نقل الكهرباء أو الأخطاء في شبكة التوزيع أو نتيجة حدوث زيادة كبيرة في الأحمال الكهربية.
وتعتبر مشكلة انقطاع الطاقة مشكلة خطرة خصوصا في الأماكن الحرجة مثل المستشفيات ومحطات معالجة مياه الصرف الصحي والمناجم ولذلك يتم الحرص على وجود مولدات كهربائية احتياطية.

## أنواع انقطاع التيار الكهربي

انقطاع التيار الكهربائى

الخطأ اللحظي

صُنِّفَت حالات انقطاع التيار الكهربي إلى ثلاث حالات على حسب مدة الانقطاع وتأثيرها:
- الخطأ الدائم: هو خسارة كم هائل من الطاقة. ويتم استعادة الطاقة بمجرد أن يختفي الخطأ.
- الخطأ المؤقت: هو انخفاض في قيمة الجهد في الشبكة الكهربية ويكون هذا الخطأ مقصودا أو غير مقصود. وتستمر من دقائق إلى ساعات.
- أخطاء تصل من دقائق إلى أسابيع.

## حماية النظام من انقطاع التيار الكهربائي

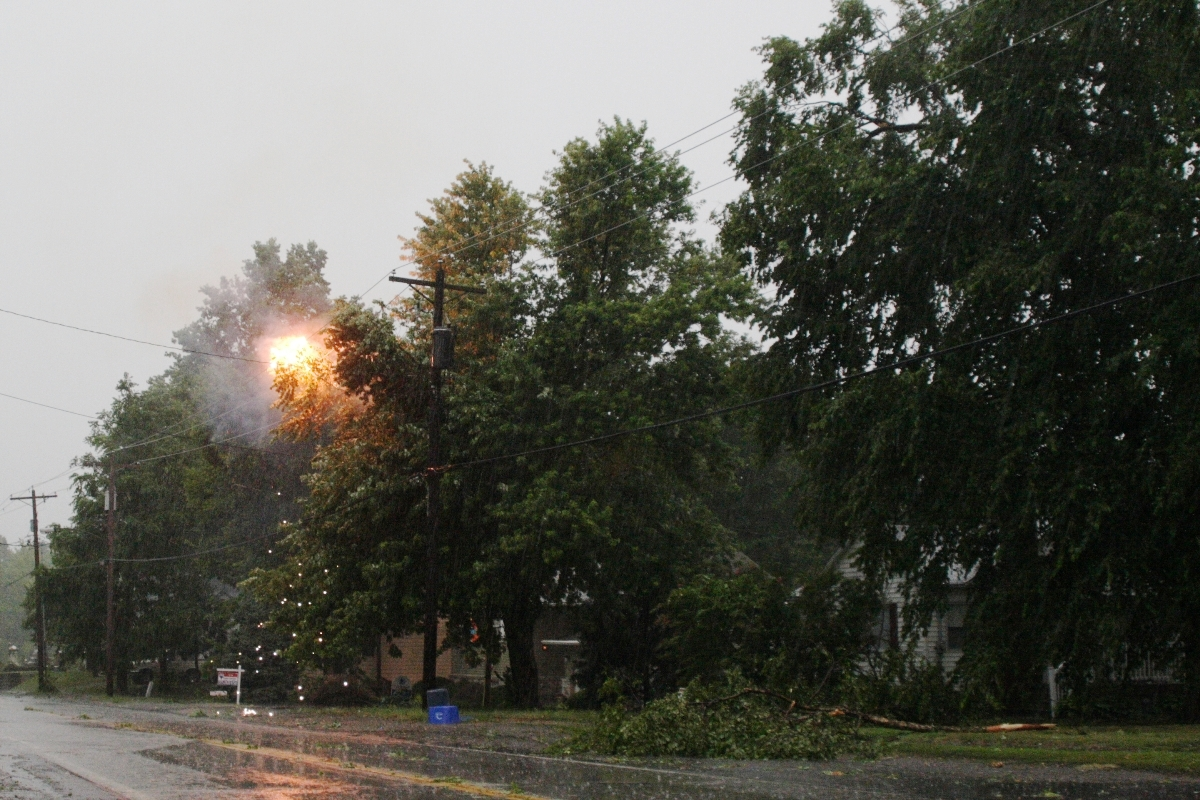
ثلاث مصابيح سببت قصر في إحدى الشوارع خلال عاصفة

في شبكات الطاقة الكهربية يستحسن أن تكون محطات توليد الطاقة بالقرب من الأحمال لتسهيل مراقبة الاثنين ولتجنب الفقد في الطاقة نتيجة النقل. ويتم استخدام الريلاي والمنصهر للحماية من الحمولة الزائدة ولقطع تدفق التيار الكهربائي في حالة حدوث دائرة قصر.
في ظل ظروف معينة، يؤدي فصل جزء معين من الدائرة الكهربية في الشبكة إلى فصل قسم كبير من الشبكة ويسمى ذلك بمتتابعة الفشل الكهربي. فقد يؤدي عطل في مبنى ما إلى انقطاع التيار الكهربي في الشارع بأكمله وفي بعض الأحيان في المدينة بأكلمها أو حتى الشبكة بشكل عام.
ويتم تصميم أنظمة الطاقة الحديثة بميزة لمقاومة متتابعة الفشل، ولكن قد تكون لا مفر منها.

## حماية أنظمة الكمبيوتر من انقطاع التيار الكهربائي
تحتوي أنظمة الكمبيوتر والأجهزة الإلكترونية على دوائر معرضة لفقدان بياناتها أو التلف عند الانقطاع المفاجئ للتيار الكهربي. ولتجنب حدوث ذلك يتم استخدام جهاز التزويد المستمر للطاقة (UPS) لتوفير التيار إذا حدث أي عطل ولكن لمدة قصيرة.

## استعادة الطاقة بعد فترة انقطاع كبيرة
من الصعب استعادة الطاقة بعد فترة انقطاع كبيرة، فيجب أن تظل قيمة التردد ضمن الحد المسموح به.

## مؤشرات الأداء الرئيسية
يوجد ثلاث مؤشرات رئيسية  وهم:
- مؤشر النظام لقياس متوسط مدة الإنقطاع (SAIDI) وهو متوسط انقطاع الخدمة لكل عميل. ويتم حسابه على النحو التالي:

{\displaystyle {\mbox{SAIDI}}={\frac {\sum {U_{i}N_{i}}}{N_{T}}}}
حيث:

{\displaystyle N_{i}} هو رقم العميل. 

{\displaystyle U_{i}} هو متوسط الخروج السنوي للموقع {\displaystyle i} . 

{\displaystyle N_{T}} هو العدد الكلي للعملاء.
ويمكن كتابة المعادلة بالشكل التالي:
{\displaystyle {\mbox{SAIDI}}={\frac {\mbox{sum of all customer interruption durations}}{\mbox{total number of customers served}}}}
ووحده قياسه هي الدقيقة أو الساعة.
- مؤشر العملاء لقياس متوسط مدة الإنقطاع (CAIDI) ويتم حسابه على النحو التالي:

{\displaystyle {\mbox{CAIDI}}={\frac {\sum {U_{i}N_{i}}}{\sum {\lambda _{i}N_{i}}}}}

حيث: 

{\displaystyle \lambda _{i}} هو معدل الفشل أو الانقطاع. 

{\displaystyle N_{i}} هو رقم العميل. 

{\displaystyle U_{i}} هو متوسط الخروج السنوي للموقع {\displaystyle i} .
ويمكن كتابه المعادلة بالشكل التالي:
{\displaystyle {\mbox{CAIDI}}={\frac {\mbox{sum of all customer interruption durations}}{\mbox{total number of customer interruptions}}}={\frac {\mbox{SAIDI}}{\mbox{SAIFI}}}}
ووحده قياسه هي الدقيقة أو الساعة.
- مؤشر انقطاع التردد (CAIFI) ويشير إلى عدد العملاء الذين تأثروا بانقطاع التيار الكهربي ويمكن حسابه باستخدام المعادلة التالية:

{\displaystyle {\mbox{CAIFI}}={\frac {\mbox{Total Number of Customer Interruptions}}{\mbox{Number of Distinct Customers Interrupted}}}}